# وانغ يي (لاعب كرة قدم)
وانغ يي (بالصينية: 王毅) (22 أغسطس 1990 في الصين - ) هو لاعب كرة قدم صيني في مركز حراسة المرمى. لعب مع Chengdu Tiancheng F.C. ‏ ونادي ووهان.

## وصلات خارجية
- وانغ يي على موقع قاعدة بيانات كرة القدم.إي يو (الإنجليزية)
- وانغ يي على موقع Soccerway.com (الإنجليزية)